# Уотс (Лос-Анджелес)
Уотс (англ. Watts) — нейборхуд Лос-Анджелеса в округе Лос-Анджелес штата Калифорния США.

## Описание
Юго-западный нейборхуд Лос-Анджелеса. Район, первоначально называвшийся Мад-Таун, был переименован в 1900 году в честь Ч. Х. Уотса, риелтора из Пасадины, владевшего там ранчо. Он был присоединён к Лос-Анджелесу в 1926 году. Район Уотс приобрёл широкую известность 11—16 августа 1965 года как место расовых беспорядков. Возмущённые давней социальной несправедливостью, тысячи афроамериканцев устроили беспорядки, сожгли магазины и разграбили район. Прежде чем порядок был восстановлен, 34 человека были убиты, почти 4000 арестованы, более 1000 получили ранения, а сотни зданий были разрушены. В 1992 году беспорядки вновь охватили район, когда беспорядки, грабежи и поджоги охватили большую часть Уотса и соседнего Комптона после оправдания четырёх белых полицейских, обвиняемых в избиении афроамериканца Родни Кинга. Примечательной местной достопримечательностью являются башни Уотса (ныне исторический парк штата и национальный исторический памятник), группа из 17 башен-бриколажей, построенных с 1921 по 1954 год итальянским иммигрантом Саймоном Родиа из черепичной крошки, посуды, камней, бутылок и ракушек; самая высокая из башен достигает почти 30 метров.